# U-35 (1936)
El U-35 o Unterseeboot 35 fue un submarino alemán del  Tipo VIIA usado en la Segunda Guerra Mundial. 

## Construcción
El U-35 fue encargado el 25 de marzo de 1935 a los astilleros Germaniawerft de Kiel, donde se puso su quilla sobre las gradas el 2 de marzo de 1936, fue botado el 24 de septiembre de 1936 y entregado a la kriegsmarine el 3 de noviembre de 1936.

## Historia operacional
Estuvo mandado sucesivamente por los Kapitänleutnant Klaus Ewerth, Hans Rudolf Rösing, Hermann Michahelles, Otto Kretschmer y Werner Lott.
Participó en dos patrullas de guerra en las que consiguió hundir un total de 4 buques con un tonelaje de 7.850 toneladas, y dañó otro de 6014 toneladas.

## Destino
El 29 de noviembre de 1939 el U-35 fue echado apique por su tripulación en el mar del Norte, en la posición 60°53′N 02°47′E / 60.883, 2.783, tras sufrir un ataque con cargas de profundidad por parte de los destructores británicos HMS Kingston, HMS Icarus y HMS Kashmir. Los 43 tripulantes sobrevivieron.